# 9 lutego
9 lutego jest 40. dniem w kalendarzu gregoriańskim. Do końca roku pozostało 325 (w latach przestępnych 326) dni.

## Święta
- Imieniny obchodzą: Ansbert, Apolonia, Bernard, Cyryl, Donat, Felicjan, Gorzysław, Jakub, Marian, Nicefor, Pelagia, Pola, Pryma, Prymus, Reginald, Sabin i Sulisława.
- Międzynarodowy Dzień Pizzy
- Liban – Dzień świętego Marona, patrona Kościoła maronickiego
- Wspomnienia i święta w Kościele katolickim[1][2] obchodzą:
  - bł. Anna Katarzyna Emmerich (mistyczka)
  - św. Apolonia z Aleksandrii (męczennica)
  - bł. Jakub Abbondo (prezbiter)
  - bł. Jakub Cusmano (prezbiter)
  - bł. Marian Szkot (opat)
  - św. Maron (patron Kościoła maronickiego)
  - św. Michał Febres Cordero y Muñoz (jedyny kanonizowany Ekwadorczyk)
  - św. Prymus i Donat (męczennicy)
  - św. Teliaw (Teilo)

## Wydarzenia w Polsce
- 1321 – Sąd papieski obradujący w Inowrocławiu, a następnie w Brześciu Kujawskim wydał wyrok nakazujący Krzyżakom zwrot Polsce Pomorza Gdańskiego oraz zapłatę znacznego odszkodowania. Zakon krzyżacki nie uznał wyroku i uzyskał jego zawieszenie w kurii papieskiej w Awinionie.
- 1339 – Król Kazimierz III Wielki ratyfikował traktat wyszehradzki.
- 1359 – Pakość otrzymała prawa miejskie.
- 1488 – Klęska wojsk czeskich w bitwie pod Nową Wsią koło Bolesławca z wojskami węgiersko-śląskimi.
- 1520 – Wojna pruska: 400-osobowy oddział krzyżacki dowodzony przez Friedricha von Haydecka opanował w nocy Pieniężno, które zaskoczone poddało się bez oporu.
- 1528 – Po przeprowadzonym na polecenie króla Zygmunta I Starego śledztwie w sprawie przedwczesnych zgonów książąt mazowieckich Stanisława i Janusza III wydał on edykt stwierdzający, że obaj zmarli z przyczyn naturalnych.
- 1649 – Powstanie Chmielnickiego: zwycięstwo wojsk litewskich w bitwie o Mozyrz.
- 1664 – IV wojna polsko-rosyjska: wojska polsko-kozackie zakończyły trwające od 22 stycznia nieudane oblężenie Głuchowa.
- 1667 – Podpisano rozejm andruszowski kończący IV wojnę polsko-rosyjską (30 stycznia starego stylu).
- 1754 – Abp Niccolò Serra został mianowany nuncjuszem apostolskim w Polsce.
- 1811 – Założono lożę wolnomularską „Wolność Odzyskana”.
- 1895 – We Lwowie założono Polskie Towarzystwo Ludoznawcze.
- 1905 – Rewolucja w Królestwie Polskim: przed Hutą Katarzyna w Sosnowcu rosyjskie wojsko otworzyło ogień do protestujących robotników kilku zakładów pracy, zabijając 40 i raniąc około 150 osób.
- 1926 – Podczas demonstracji bezrobotnych w Kaliszu doszło do starć z policją i wojskiem. Zginęło 9 demonstrantów, a 60 zostało rannych.
- 1929 – W wówczas niemieckim Olecku zanotowano najniższą w historii temperaturę na dzisiejszych ziemiach polskich (–42,2 °C).
- 1943 – Oddział UPA dokonał masakry 149–173 Polaków we wsi Parośla I. Zbrodnia ta jest uważana za początek rzezi wołyńskiej.
- 1944 – Egzekucja w Molkowym Rowie
- 1945 – W Elblągu został aresztowany Aleksander Sołżenicyn, wówczas kapitan artylerii Armii Czerwonej. Powodem był przechwycony przez NKWD list do przyjaciela, w którym Sołżenicyn krytykował metody prowadzenia wojny przez ZSRR i rolę Stalina.
- 1953 – Wydano dekret dający organom państwowym prawo do odmowy zgody na wszelkie nominacje kościelne.
- 1956 – W stadninie w Albigowej urodził się ogier czystej krwi arabskiej Bask, który po sprzedaży do USA został ojcem 1035 źrebaków.
- 1961 – Premiera filmu Matka Joanna od Aniołów w reżyserii Jerzego Kawalerowicza.
- 1965 – Premiera filmu Rękopis znaleziony w Saragossie w reżyserii Wojciecha Jerzego Hasa.
- 1970 – Rozpoczął się tzw. proces taterników oskarżonych o kolportaż nielegalnych pism.
- 1982 – Sąd Śląskiego Okręgu Wojskowego we Wrocławiu ogłosił wyroki na przywódców zdławionego strajku w KWK „Wujek” w Katowicach. Stanisław Płatek został skazany na 4 lata, Jerzy Wartak na 3,5 roku, Adam Skwirz i Marian Głuch po 3 lata pozbawienia wolności, natomiast 4 osoby uniewinniono.
- 2001 – Premiera filmu Reich w reżyserii Władysława Pasikowskiego.
- 2005 – Po raz pierwszy obchodzono w Polsce Dzień Bezpiecznego Internetu.
- 2006 – Rozpoczęto wypłaty jednorazowych zapomóg z tytułu urodzenia się dziecka (tzw. becikowego).
- 2007 – Ostatecznie zlikwidowano usługi dalekopisowe.
- 2012:
  - Na Cmentarzu Rakowickim w Krakowie została pochowana Wisława Szymborska.
  - W Gdyni padła rekordowa wygrana w Lotto (33 787 496,10 zł).

## Wydarzenia na świecie

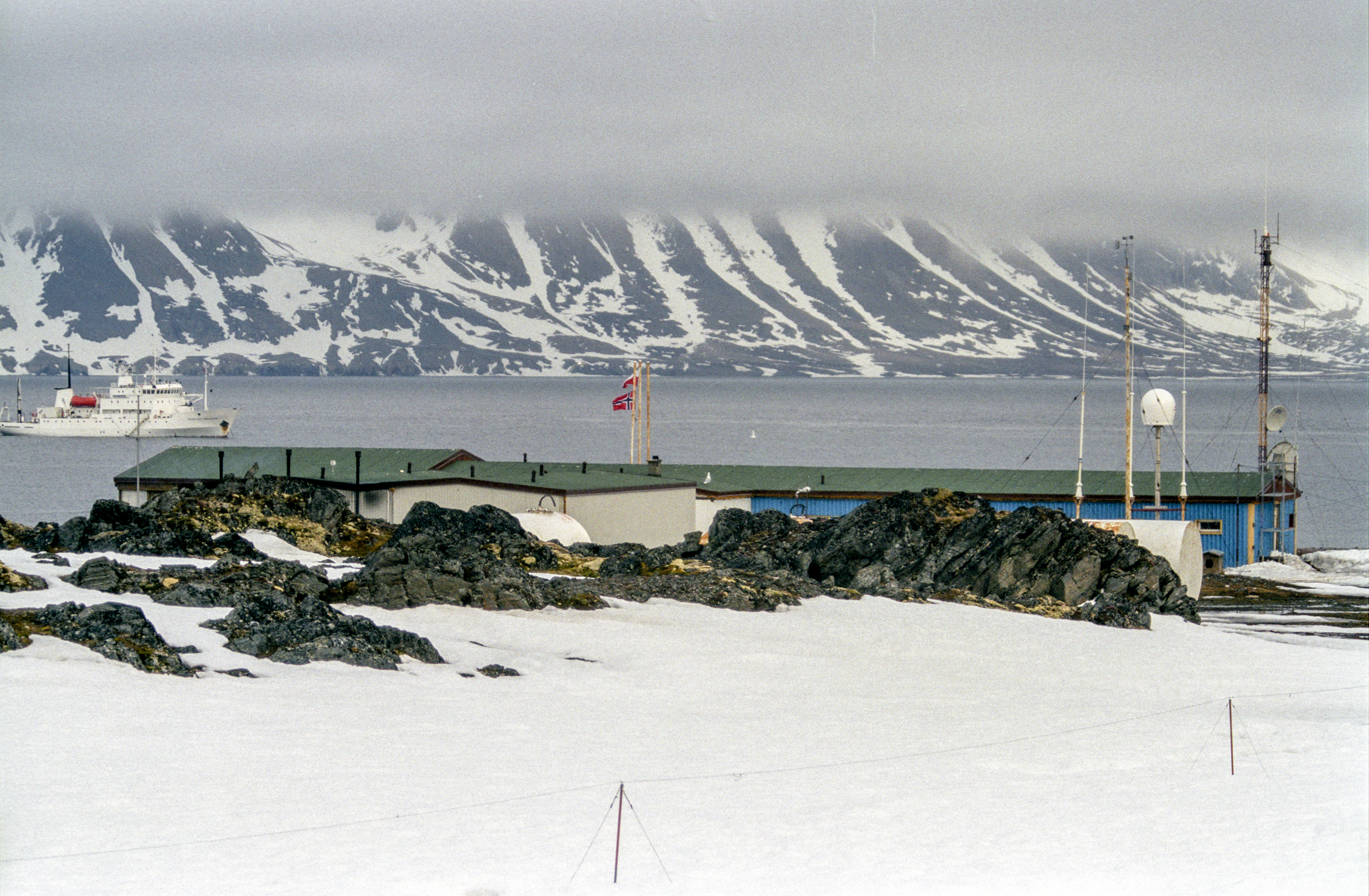
Polska Stacja Polarna Hornsund na Spitsbergenie

- 474 – Zenon Izauryjczyk został cesarzem wschodniorzymskim.
- 1111 – Papież Paschalis II i król niemiecki Henryk V Salicki zawarli tajne porozumienie, na mocy którego Henryk zrezygnował z prawa do inwestytury i zgodził się na wolny wybór biskupów, a w zamian biskupi i opaci niemieccy musieli zwrócić wszystkie regalia, które otrzymali od monarchów od czasów Karola Wielkiego.
- 1354 – Anna Świdnicka, żona króla Czech i Niemiec Karola IV Luksemburskiego, została koronowana w Akwizgranie na królową Niemiec.
- 1499 – Leonardo da Vinci zakończył pracę nad malowidłem ściennym Ostatnia Wieczerza w refektarzu klasztoru dominikanów przy bazylice Santa Maria delle Grazie w Mediolanie.
- 1507 – Portugalski żeglarz Diogo Dias dotarł, jako pierwszy Europejczyk, na wyspę Reunion.
- 1518 – Stany Kastylii uznały panowanie króla Hiszpanii Karola Habsburga i złożyły mu hołd w Valladolid.
- 1529 – Katedra bazylejska oraz inne świątynie w mieście zostały sprofanowane przez luterański tłum.
- 1552 – Założono miasto Valdivia w Chile.
- 1553 – Na dworze króla Francji Henryka II Walezjusza została wystawiona po raz pierwszy sztuka Kleopatra w niewoli Étienne’a Jodelle’a, z osobistym udziałem autora w roli tytułowej.
- 1555 – W Gloucester został spalony na stosie protestancki biskup John Hooper, trzeci z męczenników podczas wprowadzanej przez królową Anglii Marię I Tudor rekatolicyzacji.
- 1601 – Hiszpański dwór królewski przeniósł się do Valladolid.
- 1612 – Franciszek IV Gonzaga został księciem Mantui i Montferratu.
- 1621 – Kardynał Alessandro Ludovisi został wybrany na papieża i przyjął imię Grzegorz XV.
- 1640 – Ibrahim I został sułtanem Imperium Osmańskiego.
- 1660 – Annet de Clermont-Gessant został wielkim mistrzem zakonu joannitów.
- 1670 – Chrystian V został królem Danii i Norwegii.
- 1695 – Wojna wenecko-turecka: zwycięstwo floty tureckiej w bitwie pod Karaburun.
- 1788 – Austria wypowiedziała wojnę Imperium Osmańskiemu.
- 1796 – Jiaqing został cesarzem Chin.
- 1798 – W Szwajcarii powstała marionetkowa, uzależniona od Francji Republika Helwecka.
- 1799:
  - Admirał Alexander Ball został pierwszym cywilnym komisarzem Malty.
  - Quasi-wojna amerykańsko-francuska: fregata USS „Constellation” pokonała i zdobyła w walce francuską fregatę „L’Insurgente”, jako pierwszy w historii okręt wojenny zaprojektowany i zbudowany w USA.
- 1801:
  - II koalicja antyfrancuska: Francja i Święte Cesarstwo Rzymskie Narodu Niemieckiego zawarły pokój w Lunéville.
  - Król Hiszpanii Karol IV Burbon założył szkołę franciszkańską w kolumbijskim Medellín (obecnie Uniwersytet Antioquia).
- 1806 – Wojska francuskie pod wodzą marszałka André Massény rozpoczęły inwazję na Królestwo Neapolu.
- 1813:
  - Car Aleksander I Romanow ustanowił Medal za miłość do Ojczyzny – odznaczenie wojskowe dla nagrodzenia chłopów z guberni moskiewskiej, walczących w oddziałach partyzanckich przeciwko armii napoleońskiej w 1812 roku.
  - Poświęcono sobór Przemienienia Pańskiego w Kropywnyckim na Ukrainie.
- 1821 – Założono Uniwersytet Jerzego Waszyngtona w Waszyngtonie.
- 1822 – Prezydent Haiti Jean-Pierre Boyer zdobył Santo Domingo i proklamował Hispaniolę jako jedyną i niepodzielną.
- 1825 – Izba Reprezentantów USA, z powodu braku rozstrzygnięcia w Kolegium Elektorów, wybrała na urząd prezydenta Johna Adamsa.
- 1835 – José María Vargas został prezydentem Wenezueli.
- 1849:
  - Karl Marx został uniewinniony od zarzutów popełnienia przestępstw prasowych i nawoływania do stawiania oporu zbrojnego pruskiemu rządowi.
  - Wiosna Ludów: proklamowano Republikę Rzymską, krótko istniejące państwo obejmujące terytorium Państwa Kościelnego.
- 1851 – Otwarto pierwszy dworzec kolejowy w Madrycie.
- 1852 – W Teatrze Miejskim w Mińsku odbyła się premiera sztuki na podstawie dramatu Wincentego Dunina Marcinkiewicza Sielanka.
- 1855 – W nocy z 8 na 9 lutego na pokrywie śnieżnej w angielskim hrabstwie Devon pojawiły się tzw. odciski stóp diabła o długości 65–170 km.
- 1861 – Nowo powstałe Skonfederowane Stany Ameryki wybrały swoim prezydentem Jeffersona Davisa.
- 1893 – W mediolańskiej La Scali odbyła się premiera opery Falstaff Giuseppe Verdiego.
- 1895 – W Holyoke (Massachusetts) odbył się pierwszy mecz siatkówki, gry wymyślonej przez Williama G. Morgana, nauczyciela wychowania fizycznego w miejscowej szkole YMCA.
- 1896:
  - W Petersburgu zakończyły się pierwsze mistrzostwa świata w łyżwiarstwie figurowym. W jedynej rozegranej konkurencji solistów zwyciężył Niemiec Gilbert Fuchs.
  - Założono szwajcarski klub piłkarski Urania Genève Sport.
- 1898 – Zwodowano szwedzki krążownik torpedowy „Claes Horn”.
- 1900 – Amerykanin Dwight Davis ufundował nagrodę dla zwycięzców międzynarodowych zawodów drużyn męskich w tenisie, znaną od tej pory jako Puchar Davisa.
- 1902 – W wyniku zamachu stanu został obalony prezydent Paragwaju Emilio Aceval. Jego miejsce zajął przeciwnik polityczny Héctor Carvallo.
- 1904 – Wojna rosyjsko-japońska: zwycięstwo floty japońskiej w bitwie pod Czemulpo.
- 1909 – Francja i Niemcy zawarły porozumienie w sprawie Maroka.
- 1910:
  - José Canalejas został premierem Hiszpanii.
  - Płynący z Marsylii do Algieru francuski parowiec „General Chanzy” zatonął podczas sztormu po wejściu na skały u wybrzeży Minorki. Spośród 157 osób na pokładzie ocalała tylko jedna.
- 1913:
  - Carlos Meléndez został samozwańczo prezydentem Salwadoru.
  - Nad atlantyckim wybrzeżem obu Ameryk przeleciał tzw. meteor muskający atmosferę.
- 1915 – Kanał Sueski został zamknięty dla statków państw neutralnych w I wojnie światowej.
- 1918 – I wojna światowa: podpisano układ pokojowy między Państwami Centralnymi a Ukrainą w Brześciu.
- 1920:
  - Wojska brytyjskie zdobyły Taleex, stolicę leżącego na Półwyspie Somalijskim Państwa Derwiszów, kładąc kres jego istnieniu.
  - W Paryżu podpisano traktat przyznający archipelag Spitsbergenu Norwegii.
- 1923:
  - Stanley Bruce został premierem Australii.
  - W Wiedniu odbyła się premiera operetki Żółty kaftan Franza Lehára.
  - Założono linie lotnicze Aerofłot.
- 1925 – Niemcy złożyły notę protestacyjną przeciwko zawartemu paktowi gwarancyjnemu między Francją i Polską. Pakt wiązał oba państwa obowiązkiem pomocy na wypadek niedotrzymania zobowiązań przez Niemcy.
- 1929 – ZSRR, Polska, Estonia, Łotwa i Rumunia podpisały w Moskwie wielostronny pakt o nieagresji (tzw. protokół Litwinowa).
- 1930 – Enrique Olaya Herrera wygrał wybory prezydenckie w Kolumbii.
- 1932 – W Irlandii założono nacjonalistyczny i faszyzujący Ruch Błękitnych Koszul (jako Związek Towarzyszy Broni).
- 1934:
  - Gaston Doumergue został premierem Francji.
  - Rozpoczęła działalność tzw. Ententa Bałkańska, w której w skład weszły Grecja, Turcja, Rumunia i Jugosławia.
- 1937 – W katastrofie samolotu Douglas DC-3 należącego do United Airlines w Zatoce San Francisco zginęło wszystkich 11 osób na pokładzie.
- 1939 – Hiszpańska wojna domowa: Brygada im. Jarosława Dąbrowskiego jako jedna z ostatnich jednostek wojsk republikańskich opuściła Hiszpanię, przekraczając granicę z Francją; zwycięstwo wojsk nacjonalistycznych w bitwie o Minorkę (7–9 lutego).
- 1942:
  - W nowojorskim porcie spłonął i przewrócił się na burtę francuski transatlantyk „Normandie”.
  - W USA wprowadzono całoroczny czas letni na okres trwania wojny.
- 1943 – Wojna na Pacyfiku: strategicznym zwycięstwem wojsk alianckich zakończyła się bitwa o Guadalcanal.
- 1944 – Bitwa o Atlantyk: na południowy zachód od Irlandii zostały zatopione przez alianckie okręty niemieckie okręty podwodne U-238 (50 ofiar) i U-734 (49 ofiar).
- 1945 – Brytyjski HMS „Venturer” storpedował i zatopił u wybrzeży Norwegii niemiecki U-864, w wyniku czego zginęło 73 członków załogi oraz kilku niemieckich i japońskich naukowców. Jest to jedyny w historii przypadek zatopienia zanurzonego okrętu podwodnego przez inny zanurzony okręt podwodny.
- 1946 – Józef Stalin wygłosił przemówienie, w którym zawarł słowa o izolacji wobec Zachodu. Była to zapowiedź zimnej wojny.
- 1948 – Przyjęto flagę Guamu.
- 1950:
  - Senator Joseph McCarthy oskarżył 200 pracowników Departamentu Stanu o działalność antyamerykańską i współpracę z wywiadem ZSRR.
  - W laboratorium Uniwersytetu Kalifornijskiego w Berkeley po raz pierwszy wytworzono promieniotwórczy pierwiastek chemiczny kaliforn.
- 1953:
  - Premiera szwedzkiego filmu Wakacje z Moniką w reżyserii Ingmara Bergmana.
  - W katastrofie egipskiego wojskowego samolotu Curtiss C-46 Commando na pustyni pod Kairem zginęło 30 spośród 35 osób na pokładzie.
  - W odwecie za prześladowania Żydów w związku z tzw. spiskiem lekarzy kremlowskich, członkowie nacjonalistyczno-syjonistycznego podziemia dokonali zamachu bombowego na budynek radzieckiej ambasady w Tel Awiwie, w wyniku którego rannych zostało jej 3 pracowników. W odpowiedzi na zamach 3 dni później ZSRR zerwał stosunki dyplomatyczne z Izraelem.
- 1955 – Marszałek Gieorgij Żukow został ministrem obrony ZSRR.
- 1957 – Armeńska Telewizja Publiczna (ARMTV) rozpoczęła regularną emisję programu.
- 1960 – Aktorka Joanne Woodward została jako pierwsza uhonorowana swoją gwiazdą na Hollywood Walk of Fame.
- 1962 – Hiszpania złożyła wniosek o stowarzyszenie z EWG.
- 1963 – Dokonano oblotu Boeinga 727.
- 1964 – Zakończyły się IX Zimowe Igrzyska Olimpijskie w austriackim Innsbrucku.
- 1968 – Uruchomiono metro w Rotterdamie.
- 1969 – Dokonano oblotu Boeinga 747 (Jumbo Jeta).
- 1970 – Premiera amerykańskiego dramatu filmowego Zabriskie Point w reżyserii Michelangelo Antonioniego.
- 1971 – Zakończyła się załogowa misja księżycowa Apollo 14.
- 1973 – Francja i Wielka Brytania nawiązały stosunki dyplomatyczne z NRD.
- 1975 – W katastrofie zachodnioniemieckiego samolotu wojskowego Transall C-160D na greckiej Krecie zginęło 37 żołnierzy Bundeswehry, mających objąć służbę w bazie NATO na terenie wyspy oraz 5 członków załogi.
- 1976 – Krótko po starcie z Irkucka rozbił się należący do Aerofłotu Tu-104, w wyniku czego zginęły 24 osoby, a 78 zostało rannych.
- 1977 – Hiszpania i ZSRR wznowiły po 38 latach stosunki dyplomatyczne.
- 1978 – Kanada wydaliła 13 radzieckich dyplomatów pod zarzutem szpiegostwa.
- 1979:
  - Płk Szadli Bendżedid został prezydentem Algierii.
  - Premiera amerykańskiego filmu sensacyjnego Wojownicy w reżyserii Waltera Hilla.
- 1982 – W katastrofie japońskiego samolotu Douglas DC-8 w Tokio zginęły 24 spośród 174 osób na pokładzie.
- 1986 – Pojawiła się Kometa Halleya.
- 1990:
  - Czechosłowacja i Izrael wznowiły zerwane w 1967 roku stosunki dyplomatyczne.
  - Watykan i Węgry wznowiły stosunki dyplomatyczne.
  - Została uchwalona konstytucja Namibii.
- 1991 – Na Litwie odbyło się referendum niepodległościowe.
- 1992:
  - Ogłoszono plan pokojowy dla Bośni i Hercegowiny, tzw. plan Vance’a-Owena.
  - W Algierii wprowadzono stan wyjątkowy.
- 1996:
  - 2 osoby zginęły, a 40 zostało rannych w przeprowadzonym przez IRA zamachu bombowym w londyńskiej dzielnicy portowej Docklands.
  - W Instytucie Badań Ciężkich Jonów w niemieckim Darmstadt po raz pierwszy uzyskano copernicium (Cn) – pierwiastek chemiczny o największej zaobserwowanej liczbie atomowej (112).
- 1998 – W Tbilisi doszło do nieudanego zamachu na prezydenta Gruzji Eduarda Szewardnadze.
- 2001:
  - 9 osób zginęło w wyniku staranowania u wybrzeży Hawajów japońskiego kutra rybackiego przez okręt podwodny USS „Greeneville”.
  - Thaksin Shinawatra został premierem Tajlandii.
- 2004 – W Azerbejdżanie został utworzony Park Narodowy Hirkan.
- 2005 – Baskijska ETA zdetonowała samochód-pułapkę przed centrum kongresowym w Madrycie, w wyniku czego ranne zostały 43 osoby.
- 2006 – Synod Generalny Biskupów Kościoła anglikańskiego poparł wniosek arcybiskupa Canterbury Rowana Williamsa o umożliwienie przyjęcia sakry biskupiej kobietom.
- 2010 – Parlament Europejski zatwierdził skład II Komisji José Barroso.
- 2012 – Mihai Răzvan Ungureanu został premierem Rumunii.
- 2014 – Podczas XXII Zimowych Igrzysk Olimpijskich w Soczi Kamil Stoch zdobył złoty medal w konkursie skoków narciarskich na skoczni normalnej.
- 2015 – Marinko Čavara został prezydentem Federacji Bośni i Hercegowiny.
- 2016:
  - W samobójczym zamachu bombowym w miejscowości Dikwa w stanie Borno w północno-wschodniej Nigerii zginęło 56 osób, a 78 zostało rannych.
  - W wyniku czołowego zderzenia dwóch pociągów pasażerskich pod Bad Aibling w Bawarii zginęło 11 osób, a 85 zostało rannych.
- 2017 – Doszło do wybuchu i pożaru w maszynowni elektrowni jądrowej we francuskim Flamanville.
- 2018 – W południowokoreańskim Pjongczangu rozpoczęły się XXIII Zimowe Igrzyska Olimpijskie.
- 2020:
  - Na wyspie Seymour u wybrzeży Półwyspu Antarktycznego odnotowano najwyższą w historii Antarktydy temperaturę powietrza +20,7 °C.
  - Odbyła się 92. ceremonia wręczenia Oscarów.

## Zdarzenia astronomiczne
- 1946 – Wybuchła nowa powrotna T Coronae Borealis w gwiazdozbiorze Korony Północnej.

## Urodzili się
- 1274 – Ludwik z Tuluzy, francuski duchowny katolicki, franciszkanin, biskup, święty (zm. 1297)
- 1313 – Maria Portugalska, królowa Kastylii i Leónu (zm. 1357)
- 1344 – Meinhard III, hrabia Tyrolu (zm. 1363)
- 1420 – Dorota, księżniczka brandenburska, księżna meklemburska (zm. 1491)
- 1441 – Ali Szer Nizamaddin Nawoi, turecki poeta, wezyr (zm. 1501)
- 1471 – Elżbieta Gonzaga, markizanka Mantui, księżna i regentka Urbino (zm. 1526)
- 1579 – Johannes van Meurs, holenderski humanista, filolog, historyk (zm. 1639)
- 1591 – Stanisław Koniecpolski, polski polityk, hetman polny koronny i hetman wielki koronny (zm. 1646)
- 1612 – Pier Francesco Mola, włoski malarz, rysownik (zm. 1666)
- 1637 – Ahasver von Lehndorff, pruski arystokrata, dowódca wojskowy (zm. 1688)
- 1650 – Jan Verkolje, holenderski malarz (zm. 1693)
- 1651 – Francesco Procopio Cutò, włoski kucharz, przedsiębiorca (zm. 1727)
- 1656 – Róża Venerini, włoska zakonnica, święta (zm. 1728)
- 1662 – Paolo De Matteis, włoski malarz (zm. 1728)
- 1681 – Antonio Saverio Gentili, włoski kardynał (zm. 1753)
- 1685 – Francesco Loredano, doża Wenecji (zm. 1762)
- 1731 – Jan Uphagen, gdański bibliofil (zm. 1802)
- 1741 – Henri-Joseph Rigel, francuski kompozytor pochodzenia niemieckiego (zm. 1799)
- 1753 – Václav Matěj Kramerius, czeski pisarz, wydawca (zm. 1808)
- 1760 – William Vans Murray, amerykański prawnik, polityk, dyplomata (zm. 1803)
- 1763:
  - Ludwik I, wielki książę Badenii (zm. 1830)
  - Helena Apolonia Massalska, polska szlachcianka, pamiętnikarka (zm. 1815)
  - Buckner Thruston, amerykański prawnik, polityk, senator (ur. 1845)
- 1770 – Ferdinando Carulli, włoski gitarzysta, kompozytor (zm. 1841)
- 1772 – Frans Michael Franzén(inne języki), szwedzki poeta pochodzenia fińskiego (zm. 1847)
- 1773 – William Henry Harrison, amerykański polityk, prezydent USA (zm. 1841)
- 1775 – Farkas Bolyai, węgierski matematyk, wykładowca akademicki (zm. 1856)
- 1780 – (data chrztu) Walenty Kratzer, polski kompozytor, śpiewak operowy (tenor) (zm. 1855)
- 1781 – Johann Baptist von Spix, niemiecki przyrodnik, muzealnik (zm. 1826)
- 1783 – Wasilij Żukowski, rosyjski poeta, prozaik, tłumacz (zm. 1852)
- 1795 – Moritz Karl Ernst von Prittwitz, pruski generał dywizji (zm. 1885)
- 1800:
  - Josef Ritter von Führich, austriacki malarz, grafik (zm. 1876)
  - Hyrum Smith, amerykański duchowny mormoński (zm. 1844)
- 1802 – Emanoil Gojdu, rumuński prawnik, działacz narodowy, polityk (zm. 1870)
- 1802 – Étienne Arago, francuski pisarz, polityk (zm. 1892)
- 1804 – Rudolf von Carnall, niemiecki inżynier, geolog, urzędnik państwowy (zm. 1874)
- 1814 – Samuel J. Tilden, amerykański prawnik, polityk (zm. 1886)
- 1815:
  - Raffaele Cadorna, włoski hrabia, generał (zm. 1897)
  - Federico Madrazo, hiszpański malarz (zm. 1894)
- 1817 – Eugenio Lucas Velázquez, hiszpański malarz (zm. 1870)
- 1824 – Richard Holtze, niemiecki lekarz, polityk (zm. 1891)
- 1834:
  - Felix Dahn, niemiecki prawnik, historyk, wykładowca akademicki, pisarz (zm. 1912)
  - Kamehameha IV, król Hawajów (zm. 1863)
- 1837 – José Apolonio Burgos, filipiński duchowny katolicki, pisarz (zm. 1872)
- 1839:
  - Władysław Bogusławski, polski krytyk literacki, nowelista, tłumacz (zm. 1909)
  - Wasilij Jakowlew, rosyjski zoolog, entomolog (zm. 1908)
- 1840:
  - Bronisława Dowiakowska, polska śpiewaczka operowa (zm. 1910)
  - William T. Sampson, amerykański kontradmirał (zm. 1902)
- 1844 – Karl Adolf Baumbach, niemiecki polityk, nadburmistrz Gdańska (zm. 1896)
- 1845:
  - Ludwig Forrer, szwajcarski polityk, prezydent Szwajcarii (zm. 1921)
  - Józef Pisz, polski wydawca, księgarz, drukarz, redaktor (zm. 1907)
- 1846:
  - Leopold, bawarski książę, feldmarszałek niemiecki (zm. 1930)
  - Wilhelm Maybach, niemiecki konstruktor samochodów, przemysłowiec (zm. 1929)
- 1848 – Piotr Chmielowski, polski krytyk i historyk literatury (zm. 1904)
- 1849 – Giovanni Passannante, włoski anarchista, zamachowiec (zm. 1910)
- 1850 – Hjalmar August Schiøtz, norweski okulista (zm. 1927)
- 1854:
  - Edward Carson, brytyjski polityk (zm. 1935)
  - Aletta Jacobs, holenderska lekarka, pacyfistka, feministka (zm. 1929)
- 1858 – Richard Paltauf, austriacki patolog, bakteriolog, wykładowca akademicki (zm. 1924)
- 1863 – Aleksander Skowroński, polski duchowny katolicki, prałat, działacz narodowy i społeczny  (zm. 1934)
- 1865:
  - Wilson Bentley, amerykański fotograf (zm. 1931)
  - Mrs. Patrick Campbell, brytyjska aktorka (zm. 1940)
- 1867 – Sōseki Natsume, japoński prozaik, poeta (zm. 1916)
- 1871 – Fran Saleški Finžgar, słoweński duchowny katolicki, prozaik, dramaturg (zm. 1962)
- 1874:
  - Amy Lowell, amerykańska poetka (zm. 1925)
  - Wsiewołod Meyerhold, rosyjski reżyser teatralny (zm. 1940)
- 1875 – Leon Pluciński, polski ziemianin, polityk, wicemarszałek Sejmu RP (zm. 1935)
- 1878: 
  - Paweł Dudek, polski duchowny rzymskokatolicki (zm. 1964)
  - Jan Adolf Hertz, polski publicysta, dramaturg, poeta, krytyk teatralny, tłumacz (zm. 1943)
- 1879 – Natanael Berg, szwedzki kompozytor (zm. 1957)
- 1880:
  - Lipót Fejér, węgierski matematyk, wykładowca akademicki pochodzenia żydowskiego (zm. 1959)
  - Bolesław Kuźmiński, polski kapitan, malarz, pedagog (zm. 1976)
- 1883 – Teodor Duracz, polski działacz komunistyczny, adwokat, agent wywiadu radzieckiego (zm. 1943)
- 1884 – Jozafat Sziszkow, bułgarski duchowny katolicki, asumpcjonista, męczennik, błogosławiony (zm. 1952)
- 1885 – Alban Berg, austriacki kompozytor (zm. 1935)
- 1887 – Wasilij Czapajew, rosyjski i radziecki wojskowy (zm. 1919)
- 1889 – Alberto Gori, włoski duchowny katolicki, łaciński patriarcha Jerozolimy (zm. 1970)
- 1890 – Jacobus Johannes Pieter Oud, holenderski architekt (zm. 1963)
- 1891:
  - Julio Álvarez del Vayo, hiszpański polityk, publicysta (zm. 1975)
  - Ronald Colman, brytyjski aktor (zm. 1958)
  - Pietro Nenni, włoski polityk (zm. 1980)
  - Stanisław Sheybal, polski artysta fotograf (zm. 1976)
- 1892:
  - Rozalia Narloch, kaszubska poetka, działaczka społeczna (zm. 1961)
  - Fiodor Raskolnikow, radziecki dowódca wojskowy, dyplomata, polityk (zm. 1939)
  - Peggy Wood, amerykańska aktorka (zm. 1978)
- 1893 – Dmitrij Błagoj, rosyjski historyk literatury (zm. 1984)
- 1894:
  - Władysław Białas, polski porucznik piechoty (zm. 1919)
  - Jerzy Gelbard, polski architekt pochodzenia żydowskiego (zm. 1944)
- 1895:
  - Albert Hensel, niemiecki prawnik, wykładowca akademicki (zm. 1933)
  - Zdzisław Jahnke, polski skrzypek, dyrygent, kompozytor, pedagog (zm. 1972)
  - Jan Myśliński, polski rolnik, polityk, poseł na Sejm RP (zm. 1976)
  - Fiodor Ocep, rosyjski reżyser, scenarzysta i krytyk filmowy (zm. 1949)
  - Piotr Pszennikow, radziecki generał porucznik (zm. 1941)
  - Max Valier, niemiecki inżynier, pionier techniki rakietowej (zm. 1930)
- 1896:
  - Józef Brenstjern-Pfanhauser, polski inżynier, polityk, poseł do KRN (zm. 1971)
  - Józef Michał Razowski, polski entomolog amator (zm. 1960)
  - Alberto Vargas, peruwiański malarz (zm. 1982)
- 1897 – James Stuart, brytyjski arystokrata, polityk (zm. 1971)
- 1898:
  - Helene Engelmann, austriacka łyżwiarka figurowa (zm. 1985)
  - Stefan Kownas, polski botanik, wykładowca akademicki (zm. 1978)
- 1899:
  - Fang Dongmei, chiński filozof, wykładowca akademicki (zm. 1977)
  - Józef Kutyba, polski podpułkownik piechoty (zm. 1940)
  - Marcin Wyród-Przyborowski, polski porucznik, samorządowiec (zm. ?)
- 1900:
  - Alicja Abczyńska, powstaniec warszawski, łączniczka i sanitariuszka AK (zm. 1989)
  - Paul Yoshiyuki Furuya, japoński duchowny katolicki, biskup Kioto (zm. 1991)
  - Nikołaj Maszkin, rosyjski historyk, wykładowca akademicki (zm. 1950)
- 1901:
  - Brian Donlevy, amerykański aktor (zm. 1972)
  - James Murray, amerykański aktor (zm. 1936)
  - Jan Tyranowski, polski duchowny katolicki, Sługa Boży (zm. 1947)
- 1902:
  - Kazimierz Lisiecki, polski pedagog (zm. 1976)
  - Léon M’ba, gaboński polityk, pierwszy prezydent Gabonu (zm. 1967)
  - Stanisław Mrozowski, polski fizyk, wykładowca akademicki, wynalazca (zm. 1999)
  - Gertrud Scholz-Klink, niemiecka działaczka nazistowska (zm. 1999)
- 1903 – Howard Hayes Scullard, brytyjski historyk, wykładowca akademicki (zm. 1983)
- 1904:
  - Lucjan Fajer, polski kapitan, żołnierz AK, uczestnik powstania warszawskiego, grafolog, biegły sądowy (zm. 1984)
  - Robert Pikelny, polsko-francuski malarz pochodzenia żydowskiego (zm. 1986)
- 1905:
  - Coleman Carroll, amerykański duchowny katolicki, arcybiskup Miami (zm. 1977)
  - David Cecil, brytyjski arystokrata, lekkoatleta, sprinter i płotkarz (zm. 1981)
  - Bronisław Przyłuski, polski kapitan artylerii, dramaturg, poeta, tłumacz (zm. 1980)
  - Oda Schottmüller, niemiecka tancerka, rzeźbiarka, działaczka antynazistowska (zm. 1943)
  - Jacob Vaage, norweski historyk, muzealnik, pisarz (zm. 1994)
- 1906:
  - Nikifor Kalczenko, ukraiński i radziecki polityk (zm. 1989)
  - Józef Kubica, polski profesor nauk rolniczych (zm. 1991)
- 1907:
  - Harold Scott MacDonald Coxeter, kanadyjski matematyk, wykładowca akademicki pochodzenia brytyjskiego (zm. 2003)
  - Trường Chinh, wietnamski polityk komunistyczny (zm. 1988)
- 1908:
  - Jackie Fields, amerykański bokser pochodzenia żydowskiego (zm. 1987)
  - Kaarlo Tuominen, fiński lekkoatleta, długodystansowiec (zm. 2006)
- 1909:
  - Fergus Anderson, brytyjski motocyklista wyścigowy (zm. 1956)
  - Heather Angel, brytyjska aktorka (zm. 1986)
  - Oskar Fredriksen, norweski biegacz narciarski (zm. 2007)
  - Harald Genzmer, niemiecki kompozytor (zm. 2007)
  - Carmen Miranda, brazylijska aktorka, piosenkarka, tancerka pochodzenia portugalskiego (zm. 1955)
  - Bolesław Mołojec, polski działacz komunistyczny, I sekretarz KC PPR (zm. 1942)
  - Aleksandr Pejwe, łotewski geolog, wykładowca akademicki (zm. 1985)
  - Giulio Racah, włoski fizyk, matematyk, wykładowca akademicki pochodzenia żydowskiego (zm. 1965)
  - Aleksander Reksza, polski dziennikarz sportowy (zm. 1985)
  - Dean Rusk, amerykański polityk, dyplomata (zm. 1994)
  - Leo Valiani, włoski dziennikarz, polityk (zm. 1999)
- 1910:
  - Eero Böök, fiński szachista (zm. 1990)
  - Elbert Carvel, amerykański polityk (zm. 2005)
  - Jacques Monod, francuski biochemik, wykładowca akademicki, laureat Nagrody Nobla (zm. 1976)
- 1911:
  - Matthias Kaburek, austriacki piłkarz, trener (zm. 1976)
  - Gypsy Rose Lee, amerykańska aktorka (zm. 1970)
- 1912:
  - Guillermo González del Río García, hiszpański piłkarz, trener (zm. 1984)
  - Ginette Leclerc, francuska aktorka (zm. 1992)
  - Thomas H. Moorer, amerykański admirał (zm. 2004)
  - Rudolf Vytlačil, czechosłowacki piłkarz, trener (zm. 1977)
- 1913:
  - Gertruda Kilos, polska lekkoatletka, biegaczka średniodystansowa (zm. 1938)
  - Adam Ochocki, polski dziennikarz, pisarz, satyryk, scenarzysta filmowy (zm. 1991)
  - Jewgienij Tołstikow, rosyjski badacz polarny (zm. 1987)
- 1914:
  - Irena Babel, polska aktorka, reżyserka teatralna, pedagog, tłumacz (zm. 1993)
  - Eugenia Kochanowska-Wiśniewska, polska dziennikarka, pisarka, popularyzatorka literatury (zm. 1995)
  - Jan Kochański, polski porucznik, cichociemny (zm. 1944)
  - Ernest Tubb, amerykański piosenkarz country (zm. 1984)
- 1915:
  - Boris Andriejew, rosyjski aktor (zm. 1982)
  - Antoni Kobiela, polski działacz partyjny, prezydent Bielska-Białej (zm. 2003)
- 1916:
  - Wojciech Roeske, polski farmakolog, wykładowca akademicki (zm. 2001)
  - Alec Zino, brytyjski ornitolog (zm. 2004)
- 1917 – Wanda Flakowicz, polska lekkoatletka, kulomiotka (zm. 2002)
- 1918 – Janina Zagrodzka-Kawa, polsko-norweska poetka, tłumaczka literatury (zm. 2020)
- 1919:
  - Józef Czesak, polski dypolomata (zm. 2008)
  - Bertil Göransson, szwedzki wioślarz, sternik (zm. 2004)
  - Mieczysław Trętowski, polski rzemieślnik, stolarz, polityk, poseł na Sejm PRL (zm. ?)
- 1920:
  - Stefan Fikus, kaszubski publicysta, poeta, prozaik, historyk i malarz amator, działacz społeczny (zm. 2010)
  - Grigorij Rieczkałow, radziecki generał major lotnictwa (zm. 1990)
- 1921:
  - Eusebio Castigliano, włoski piłkarz (zm. 1949)
  - Yves Ciampi, francuski reżyser filmowy (zm. 1982)
- 1922:
  - Georg Dietrich, niemiecki przedsiębiorca, działacz charytatywny (zm. 2013)
  - Kathryn Grayson, amerykańska aktorka, śpiewaczka operowa (sopran) (zm. 2010)
  - Zef Staku, albański poeta, tłumacz (zm. 2001)
- 1923:
  - Brendan Behan, irlandzki prozaik, poeta, dramaturg (zm. 1964)
  - André Gorz, austriacko-francuski filozof, teoretyk społeczny, dziennikarz (zm. 2007)
  - Theodora Nathan, amerykańska polityk (zm. 2014)
  - Chava Rosenfarb, żydowska poetka, pisarka (zm. 2011)
  - Norman Shumway, amerykański kardiochirurg, transplantolog (zm. 2006)
- 1924:
  - Teofil Fleischer, polski elektryk, polityk, poseł na Sejm PRL (zm. 1983)
  - Roman Kaleta, polski historyk literatury (zm. 1989)
- 1925:
  - Andrzej Huza, polski kapitan żeglugi wielkiej (zm. 2010)
  - Leslie Laing, jamajski lekkoatleta, sprinter (zm. 2021)
  - Wacław Sikorski, polski żołnierz AK, członek WiN, uczestnik powstania warszawskiego, więzień polityczny (zm. 2018)
- 1926:
  - Ludwik Bronisz-Pikało, polski pisarz (zm. 2011)
  - Garret FitzGerald, irlandzki ekonomista, dziennikarz, polityk, premier Irlandii (zm. 2011)
- 1928:
  - Jiří Brady, czeski przedsiębiorca, działacz społeczny pochodzenia żydowskiego (zm. 2019)
  - Frank Frazetta, amerykański artysta-plastyk pochodzenia włoskiego (zm. 2010)
  - Ursula Lingen, niemiecka aktorka (zm. 2014)
  - Eugeniusz Makulski, polski duchowny katolicki, marianin (zm. 2020)
  - Rinus Michels, holenderski piłkarz, trener (zm. 2005)
  - Karol Taylor, polski biochemik, wykładowca akademicki (zm. 1997)
- 1929:
  - Hubert Cornfield, amerykański reżyser filmowy (zm. 2006)
  - Bolesław Fac, polski pisarz (zm. 2000)
  - Howard Kanovitz, amerykański malarz, fotorealista (zm. 2009)
- 1930:
  - Roman Michał Andrzejewski, polski biolog, ekolog, wykładowca akademicki, polityk, wiceminister ochrony środowiska (zm. 2015)
  - Zbigniew Droszcz, polski dyrygent (zm. 1997)
  - Włodzimierz Liksza, polski dziennikarz, reżyser, aktor, pisarz (zm. 2009)
  - Pavel Schmidt, czechosłowacki wioślarz (zm. 2001)
- 1931:
  - Thomas Bernhard, austriacki prozaik, dramaturg (zm. 1989)
  - Imanuel Geiss, niemiecki historyk, wykładowca akademicki (zm. 2012)
  - Josef Masopust, czeski piłkarz, trener (zm. 2015)
  - Robert Morris, amerykański rzeźbiarz, artysta konceptualny, pisarz (zm. 2018)
  - Marek Walicki, polski dziennikarz emigracyjny
- 1932:
  - Margot Marsman, holenderska pływaczka (zm. 2018)
  - Janusz Pawłowski, polski ekonomista, polityk, minister pracy i polityki socjalnej (zm. 2014)
  - Stanisław Waltoś, polski prawnik, historyk prawa, wykładowca akademicki
  - Edward Zwolski, polski historyk, filolog klasyczny, tłumacz, wykładowca akademicki (zm. 1997)
- 1933:
  - Loris Azzaro, francuski projektant mody (zm. 2003)
  - Tadeusz Malak, polski aktor (zm. 2017)
  - Arthur A. Neu, amerykański polityk (zm. 2015)
- 1934:
  - Anna Opacka, polska literaturoznawczyni (zm. 2017)
  - Wincenty Ronisz, polski reżyser i scenarzysta filmów dokumentalnych (zm. 2017)
  - Jean Stein, amerykańska pisarka, dziennikarka (zm. 2017)
  - John Ziegler, amerykański prawnik, działacz sportowy, prezes NHL (zm. 2018)
  - Antoni Żurawski, polski związkowiec, polityk, senator RP (zm. 1993)
- 1935 – Liam Kavanagh, irlandzki polityk (zm. 2021)
- 1936:
  - Georg Sterzinsky, niemiecki duchowny katolicki, arcybiskup Berlina, kardynał (zm. 2011)
  - Clive Swift, brytyjski aktor (zm. 2019)
  - Štefan Znám, słowacki matematyk, wykładowca akademicki (zm. 1993)
- 1937:
  - Hildegard Behrens, niemiecka śpiewaczka operowa (sopran dramatyczny) (zm. 2009)
  - Fritz Ewert, niemiecki piłkarz, bramkarz (zm. 1990)
  - Tony Maggs, południowoafrykański kierowca wyścigowy (zm. 2009)
  - Maciej Małek, polski aktor (zm. 2023)
  - Stanisław Potrzebowski, polski duchowny rodzimowierczy
  - Józef Smaga, polski historyk literatury, rusycysta, wykładowca akademicki (zm. 2019)
- 1938:
  - Jurij Kowal, rosyjski autor literatury dziecięcej, scenarzysta filmów animowanych (zm. 1995)
  - Raul José Quimpo Martirez, filipiński duchowny katolicki, biskup San Jose de Antique (zm. 2024)
- 1939:
  - Roger Diercken, belgijski kolarz szosowy
  - Bogomil Gjuzel, macedoński poeta, prozaik (zm. 2021)
  - Fryderyk Wilhelm Pruski, niemiecki arystokrata, historyk (zm. 2015)
  - Janet Suzman, południowoafrykańska aktorka
  - Primo Zamparini, włoski bokser
- 1940:
  - Luigi Bressan, włoski duchowny katolicki, arcybiskup Trydentu
  - John Maxwell Coetzee, południowoafrykańsko-australijski pisarz, laureat Nagrody Nobla
  - Ricardo Duarte, peruwiański koszykarz
  - María Teresa Uribe, kolumbijska socjolog (zm. 2019)
  - Wojciech Ziętara, polski ekonomista, profesor nauk ekonomicznych (zm. 2024)
- 1941:
  - Kazimierz Kaczor, polski aktor
  - Wojciech Matecki, polski urzędnik państwowy, polityk, senator RP
- 1942:
  - François Jauffret, francuski tenisista
  - Carole King, amerykańska piosenkarka, kompozytorka, pianistka
  - Peder Lunde, norweski żeglarz sportowy
  - Luigi Nicolais, włoski inżynier, chemik, polityk
  - Custódio Pinto, portugalski piłkarz
  - Kristen Thorup, duńska pisarka
- 1943:
  - Henryk Baranowski, polski aktor, scenarzysta, scenograf, reżyser teatralny (zm. 2013)
  - Dieter Dierks, niemiecki producent muzyczny
  - László Haris, węgierski fotograf
  - Jonny Nilsson, szwedzki łyżwiarz szybki (zm. 2022)
  - Terje Pedersen, norweski lekkoatleta, oszczepnik, trener
  - Joe Pesci, amerykański aktor pochodzenia włoskiego
  - Joseph E. Stiglitz, amerykański ekonomista, laureat Nagrody Banku Szwecji im. Alfreda Nobla w dziedzinie ekonomii
  - Zbigniew Święch, polski dziennikarz, pisarz
- 1944:
  - Manuela Carmena, hiszpańska prawniczka, polityk, burmistrz Madrytu
  - Andrzej Jórczak, polski fotografik, kurator sztuki (zm. 1981)
  - Andrzej Owczarek, polski malarz, reżyser, scenograf, architekt wnętrz
  - Alice Walker, amerykańska pisarka, feministka
- 1945:
  - Teresa Dobosz, polska nauczycielka, polityk, poseł na Sejm RP (zm. 2014)
  - Mia Farrow, amerykańska aktorka
  - Gérard Lenorman, francuski piosenkarz
- 1946:
  - Elżbieta Laskowska, polska filolog (zm. 2022)
  - Andrzej Nowak, polski koszykarz, trener
  - Edmund Obiała, polski inżynier budownictwa, projektant i budowniczy obiektów sportowych (zm. 2025)
  - Janusz Pichlak, polski dziennikarz sportowy
  - George Stone, amerykański koszykarz (zm. 1993)
  - Jim Webb, amerykański pisarz, polityk, senator
  - Andrzej Hubka, polski architekt
- 1947:
  - Nicanor de Carvalho, brazylijski trener piłkarski (zm. 2018)
  - Carla Del Ponte, szwajcarska prawniczka
  - Borys Gulko, amerykański szachista, trener pochodzenia rosyjskiego
  - Andrzej Hellmann, polski hematolog, transplantolog
  - Léon Jeck, belgijski piłkarz (zm. 2007)
  - Kazimierz Kuczman, polski historyk sztuki (zm. 2021)
  - Erik Olin Wright, amerykański socjolog (zm. 2019)
- 1948:
  - Emil Panek, polski ekonomista, wykładowca akademicki
  - Guy Standing, brytyjski ekonomista, wykładowca akademicki
  - Tadeusz Syryjczyk, polski przedsiębiorca, polityk, minister przemysłu i transportu i gospodarki morskiej, poseł na Sejm RP
- 1949:
  - Barbara Błońska-Fajfrowska, polska nauczycielka akademicka, polityk, poseł na Sejm RP
  - Claude Buchon, francuski kolarz torowy i szosowy (zm. 2024)
  - Francesco Focardi, włoski duchowny katolicki, wikariusz apostolski Camiri (zm. 2022)
  - Marcia Garbey, kubańska lekkoatletka, skoczkini w dal (zm. 2024)
  - Henryk Górski, polski rolnik, samorządowiec, polityk, senator RP (zm. 2014)
  - Janusz Pyciak-Peciak, polski pięcioboista nowoczesny, trener
- 1950:
  - Světla Čmejrková, czeska językoznawczyni (zm. 2012)
  - Butch Keaser, amerykański zapaśnik
  - Jerzy Piotrowski, polski perkusista, członek zespołu SBB
- 1951:
  - Alejandro Aclan, amerykański duchowny katolicki, biskup pomocniczy Los Angeles pochodzenia filipińskiego
  - Ingvar Stadheim, norweski piłkarz, trener
  - Dennis Thomas, amerykański muzyk, członek zespołu Kool & the Gang
  - Władysław Zieleśkiewicz, polski historyk sportu (zm. 2021)
- 1952:
  - Phil Crump, australijski żużlowiec
  - José Luis Cruz, honduraski piłkarz (zm. 2021)
  - Władimir Orioł, rosyjski językoznawca, albanista, tłumacz (zm. 2007)
  - Julio Velasco, argentyński siatkarz, trener
  - Jerzy Żytkowski, polski koszykarz
- 1953:
  - Valeriu Butulescu, rumuński poeta, dramaturg, aforysta, tłumacz, polityk
  - Gary Franks, amerykański polityk
  - Ciarán Hinds, irlandzki aktor
  - Michèle Rivasi, francuska nauczycielka, polityk, eurodeputowana (zm. 2023)
  - Berdybek Saparbajew, kazachski polityk, minister pracy i opieki społecznej, wicepremier (zm. 2023)
  - Richard Solarz, polski reżyser i operator filmowy
- 1954:
  - Chris Gardner, amerykański inwestor, mówca, filantrop
  - Ana Gomes, portugalska działaczka na rzecz praw człowieka, dyplomata, polityk
  - Simon Kaipuram, indyjski duchowny katolicki, biskup Balasore (zm. 2019)
  - Sujata Koirala, nepalska polityk
  - Ulrich Walter, niemiecki inżynier, fizyk, astronauta
  - Kevin Warwick, brytyjski cybernetyk
  - Alfonso Zamora, meksykański bokser
- 1955:
  - Jim J. Bullock, amerykański aktor
  - Wolfgang Jerat, niemiecki piłkarz, trener (zm. 2020)
  - Charles Shaughnessy, brytyjski aktor
  - Stevo Todorčević, serbsko-francusko-kanadyjski matematyk, wykładowca akademicki
- 1956:
  - Phil Ford, amerykański koszykarz, trener
  - Henryk Horwat, polski hokeista na trawie
  - Stanisław Nikołajenko, ukraiński politolog, polityk
  - Jānis Vucāns, łotewski matematyk, fizyk, wykładowca akademicki, polityk
- 1957:
  - Terry McAuliffe, amerykański polityk
  - Tomasz Podgajniak, polski polityk, minister środowiska
  - Ruy Ramos, japoński piłkarz, trener pochodzenia brazylijskiego
  - John Ribat, papuański duchowny katolicki, arcybiskup Port Moresby, kardynał
  - Gordon Strachan, szkocki piłkarz, trener
  - Lubomír Tesáček, czeski lekkoatleta, długodystansowiec (zm. 2011)
- 1958:
  - Bill Evans, amerykański saksofonista jazzowy
  - Lucjan Kuźniar, polski samorządowiec, wicemarszałek województwa podkarpackiego
  - Frederik Ndoci, albański piosenkarz, aktor
  - Marija Pinigina, kirgiska lekkoatletka, sprinterka
  - Pierre-Loup Rajot, francuski aktor, reżyser i scenarzysta filmowy
  - Henryk Sawka, polski rysownik, ilustrator, satyryk
- 1959:
  - David B., francuski scenarzysta i rysownik komiksowy
  - Ali Bongo Ondimba, gaboński polityk, prezydent Gabonu
  - Guy Ecker, brazylijski aktor
  - Joachim Kunz, niemiecki sztangista
  - Małgorzata Nowak, polska lekkoatletka, wieloboistka
  - Filipe Nyusi, mozambicki polityk, prezydent Mozambiku
  - Wiktor Szałkiewicz, białoruski aktor, poeta, bard
- 1960:
  - Antonia Dell’Atte, włoska modelka
  - Christian Engström, szwedzki programista, polityk, eurodeputowany
  - Francis Gillot, francuski piłkarz, trener
  - Holly Johnson, brytyjski muzyk, wokalista, członek zespołu Frankie Goes to Hollywood
  - Bernardo José Piñango, wenezuelski bokser
  - Jadwiga Sidoruk, polska koszykarka
  - Peggy Whitson, amerykańska biochemik, astronautka
- 1962:
  - Csaba Kesjár, węgierski kierowca wyścigowy (zm. 1988)
  - Zoë Lund, amerykańska aktorka, modelka, scenarzystka, aktywistka społeczna (zm. 1999)
  - Diego Pérez, urugwajski tenisista
  - Stefania Tobjasz, polska piłkarka ręczna
  - Željko Vuković, austriacki piłkarz pochodzenia chorwackiego
- 1963:
  - Daniel Bravo, francuski piłkarz
  - Andreas Büsser, szwajcarski kolarz przełajowy
  - Brian Greene, amerykański fizyk teoretyczny, wykładowca akademicki
  - Gabriel Tiacoh, iworyjski lekkoatleta, sprinter (zm. 1992)
- 1964:
  - Iwona Fornalczyk, polska aktorka
  - Lars Grael, brazylijski żeglarz sportowy, polityk pochodzenia duńskiego
  - Antonio McKay, amerykański lekkoatleta, sprinter
  - Johanna Mikl-Leitner, austriacka polityk, gubernator Dolnej Austrii
  - Grzegorz Ryś, polski duchowny katolicki, biskup pomocniczy krakowski, arcybiskup metropolita łódzki, kardynał
  - Ernesto Valverde, hiszpański piłkarz, trener
- 1965:
  - Liliana Leszner, polska szachistka
  - Igor Małkow, rosyjski łyżwiarz szybki
  - Velimir Perasović, chorwacki koszykarz, trener
  - Christian Schenk, niemiecki lekkoatleta, wieloboista
  - Silvia Sperber, niemiecka strzelczyni sportowa
- 1966:
  - Tatjana Golikowa, rosyjska polityk
  - Ellen van Langen, holenderska lekkoatletka, biegaczka średniodystansowa
- 1967:
  - Gaston Browne, polityk z Antyigui i Barbudy, premier
  - Edson Cordeiro, brazylijski piosenkarz
  - Chris Kappler, amerykański jeździec sportowy
  - Brian Karger, duński żużlowiec
  - Venus Lacy, amerykańska koszykarka
- 1968:
  - Kateřina Brožová, czeska aktorka, piosenkarka
  - Ana Colchero, meksykańska aktorka, pisarka, ekonomistka pochodzenia hiszpańskiego
  - Darius Lukminas, litewski koszykarz
  - Scott Ollerenshaw, australijski piłkarz
  - Derek Strong, amerykański koszykarz
  - Piotr Sztajdel, polski keyboardzista i kompozytor
- 1969:
  - Grzegorz Cygonik, polski polityk, poseł na Sejm RP
  - Krzysztof Niedziółka, polski hokeista
  - Pawieł Tonkow, rosyjski kolarz szosowy
- 1970:
  - Sergio Bernal, meksykański piłkarz, bramkarz, trener
  - Robert Buda, polski bokser
  - Katarzyna Chwiałkowska, polska kajakarka
  - James Gallanders, kanadyjski aktor
  - Jacek Karolak, polski poeta
  - Glenn McGrath, australijski krykiecista
  - Todd Rokita, amerykański polityk pochodzenia polskiego
  - Pablo San Segundo Carrillo, hiszpański szachista
  - Branko Strupar, belgijski piłkarz pochodzenia chorwackiego
  - Leszek Świder, polski samorządowiec, burmistrz Rabki-Zdrój
- 1971:
  - Maciej Głuchowski, polski perkusista, członek zespołów: Acid Drinkers, Dump, Sweet Noise, Armia, Budzy i Trupia Czaszka, Candida i Flapjack
  - Jarosław Górczyński, polski polityk, samorządowiec, poseł na Sejm RP, prezydent Ostrowca Świętokrzyskiego
  - Hans Knauß, austriacki narciarz alpejski
  - Siergiej Krianin, rosyjski biegacz narciarski
  - Javier Lozano, meksykański piłkarz
  - Johan Mjällby, szwedzki piłkarz
  - Zinaida Stahurska, białoruska kolarka szosowa (zm. 2009)
- 1972:
  - Darren Ferguson, szkocki piłkarz, trener
  - Jason Winston George, amerykański aktor, model
  - Arnaud Payen, francuski szachista
  - Norbert Rózsa, węgierski pływak
  - Piotr Tomala, polski wspinacz
  - Álvaro Véliz, chilijski piosenkarz, muzyk, kompozytor
- 1973:
  - Colin Egglesfield, amerykański aktor, model
  - Hennadij Popowycz, ukraiński piłkarz (zm. 2010)
  - Makoto Shinkai, japoński reżyser anime
- 1974:
  - Jordi Cruijff, holenderski piłkarz, trener
  - Grzegorz Dziubek, polski polityk, samorządowiec, wicewojewoda świętokrzyski, burmistrz Włoszczowy
  - Vít Dovalil, czeski językoznawca, germanista, wykładowca akademicki
  - Erra Fazira, malezyjska aktorka, modelka, piosenkarka
  - Ander Gil, hiszpański nauczyciel, samorządowiec, polityk
  - Krzysia Górniak, polska gitarzystka jazzowa, kompozytorka, aranżerka, producentka muzyczna, filozof
  - Wioletta Grzegorzewska, polska pisarka, poetka
  - Lan Shizhang, chiński sztangista
  - François Abeli Muhoya Mutchapa, kongijski duchowny katolicki, biskup Kindu
  - Amber Valletta, amerykańska aktorka, modelka
  - John Wallace, amerykański koszykarz
- 1975:
  - Kurt Asle Arvesen, norweski kolarz szosowy
  - Sander Dekker, holenderski samorządowiec, polityk
  - Jérôme Gay, francuski skoczek narciarski
  - Vladimir Guerrero, dominikański baseballista
  - Justin Huish, amerykański łucznik
  - Andreas Neuendorf, niemiecki piłkarz
  - André da Silva, portugalski rugbysta
- 1976:
  - Charlie Day, amerykański aktor
  - Ionela Târlea, rumuńska lekkoatletka, sprinterka i płotkarka
  - Bogdan Wróbel, polski rugbysta
- 1977:
  - Przemysław Andrejuk, polski lekarz, polityk, poseł na Sejm RP
  - Ledina Çelo, albańska piosenkarka, modelka
  - Teemu Hautamäki, fiński muzyk, wokalista, kompozytor, autor tekstów, członek zespołów: Charon i Napoleon Skullfukk
  - Rhiannon Lassiter, brytyjska pisarka, dziennikarka
  - Beata Rutkiewicz, polska urzędniczka samorządowa, wiceprezydent Wejherowa, wojewoda pomorski
  - Agnieszka Soin, polska menedżer, działaczka samorządowa, polityk, poseł na Sejm RP
- 1978:
  - Aaron John Buckley, irlandzki aktor
  - Gro Marit Istad-Kristiansen, norweska biathlonistka
  - Nikola Lazetić, serbski piłkarz
  - William Servat, francuski rugbysta
- 1979:
  - Ana Đokić, czarnogórska piłkarka ręczna
  - Marcin Lamch, polski kontrabasista jazzowy
  - Ricardo Páez, wenezuelski piłkarz
  - Ânderson Polga, brazylijski piłkarz
  - Irina Słucka, rosyjska łyżwiarka figurowa
  - Anna Sobiecka, polska lekkoatletka, tyczkarka
  - Luka Špik, słoweński wioślarz
  - Zhang Ziyi, chińska aktorka
- 1980:
  - Andrzej Bystram, polski piłkarz ręczny, trener
  - Angelos Charisteas, grecki piłkarz
  - Kim Dong-sung, południowokoreański łyżwiarz szybki, specjalista short tracku
  - Margarita Levieva, amerykańska aktorka pochodzenia rosyjskiego
  - Tang Junmei, chińska lekkoatletka, tyczkarka
- 1981:
  - Patricio Albacete, argentyński rugbysta
  - Tom Hiddleston, brytyjski aktor
  - Ralfs Nemiro, łotewski prawnik, samorządowiec, polityk
  - James Owen Sullivan, amerykański perkusista, wokalista, członek zespołu Avenged Sevenfold (zm. 2009)
  - Tian Jia, chińska siatkarka plażowa
  - Māris Urtāns, łotewski lekkoatleta, kulomiot
- 1982:
  - Ionuț Mazilu, rumuński piłkarz
  - Jameer Nelson, amerykański koszykarz
  - Delphyne Peretto, francuska biathlonistka
  - Katarzyna Skuła, polska judoczka
  - Ami Suzuki, japońska piosenkarka
  - Zersenay Tadese, erytrejski lekkoatleta, długodystansowiec
- 1983:
  - Mikel Arruabarrena, hiszpański piłkarz
  - José Alfredo Castillo, boliwijski piłkarz
  - Krystian Kamiński, polski przedsiębiorca, polityk, poseł na Sejm RP
  - Mieszko Sibilski, polski wokalista, członek zespołu Grupa Operacyjna
- 1984:
  - Maurice Ager, amerykański koszykarz
  - Kamil Bobryk, polski rugbysta
  - Stéphane Guillaume, haitański piłkarz
  - Han Geng, chiński piosenkarz, aktor, tancerz
  - Anna Jurkiewicz, polska łyżwiarka figurowa
  - Błażej Król, polski muzyk, kompozytor, wokalista, autor tekstów
  - Obie Trotter, amerykańsko-węgierski koszykarz
  - Yoo Da-in, południowokoreańska aktorka
- 1985:
  - Nigel Dawes, kanadyjski hokeista
  - David Gallagher, amerykański aktor, producent, scenarzysta i reżyser filmowy
  - Alina Horobeć, ukraińska futsalistka
  - Marcin Możdżonek, polski siatkarz
  - Behrang Safari, szwedzki piłkarz pochodzenia irańskiego
  - Ismajił Siłłach, ukraiński bokser
- 1986:
  - Kamran Ağayev, azerski piłkarz, bramkarz
  - Marieke Guehrer, australijska pływaczka
  - Azize Tanrıkulu, turecka taekwondzistka
  - Ciprian Tătărușanu, rumuński piłkarz, bramkarz
- 1987:
  - Henry Cejudo, amerykański zapaśnik
  - Dorota Kika, polska szachistka
  - Rose Leslie, brytyjska aktorka
  - Magdalena Neuner, niemiecka biathlonistka
  - Krzysztof Rymszewicz, polski aktor, wokalista
- 1988:
  - Clifford Baldacchino, maltański piłkarz
  - Lotte Friis, duńska pływaczka
  - Chelsea Hayes, amerykańska lekkoatletka, skoczkini w dal
  - Charles Kaboré, burkiński piłkarz
  - Dawit Kiria, gruziński zawodnik sportów walki
- 1989:
  - Pablo Aguilar, hiszpański koszykarz
  - Beka Ciklauri, gruziński rugbysta
  - Jamal Gay, trynidadzko-tobagijski piłkarz
  - Monika Kopycka, polska lekkoatletka, płotkarka
  - Zhang Chengdong, chiński piłkarz
- 1990:
  - Kristi Bellock, amerykańska koszykarka
  - André Diamant, brazylijski szachista pochodzenia żydowskiego
  - Nathan Johnstone, australijski snowboardzista
  - Fiodor Smołow, rosyjski piłkarz
- 1991:
  - Cheng Xunzhao, chiński judoka
  - Maxi Iglesias, hiszpański aktor, model
  - Florian Jozefzoon, holenderski piłkarz
  - Helena Kmieć, polska misjonarka katolicka (zm. 2017)
  - Ashtone Morgan, kanadyjski piłkarz
  - Artas Sanaa, rosyjski i kazachski zapaśnik
  - Fabian Serrarens, holenderski piłkarz
  - Marco Stiepermann, niemiecki piłkarz
  - Georg Teigl, austriacki piłkarz
- 1992:
  - Ana Binet, dominikańska siatkarka
  - Irmina Gliszczyńska, polska żeglarka sportowa
  - Alina Jahupowa, ukraińska koszykarka
  - Avan Jogia, kanadyjski aktor, piosenkarz
  - Samson Mbingui, gaboński piłkarz
  - Gianni Mina, francuski tenisista
  - Ameen Tanksley, amerykański koszykarz
- 1993:
  - Murad Ağayev, azerski piłkarz
  - Ian Baker, amerykański koszykarz
  - K.J. McDaniels, amerykański koszykarz
  - Parimarjan Negi, indyjski szachista
- 1994:
  - Tyler Cavanaugh, amerykański koszykarz
  - Lucas Eguibar, hiszpański snowboardzista
  - Róbert Mazáň, słowacki piłkarz
  - Milan Pavkov, serbski piłkarz
  - Thomas Steu, austriacki saneczkarz
- 1995:
  - André Burakovsky, szwedzki hokeista pochodzenia żydowskiego
  - Mario Pašalić, chorwacki piłkarz
  - Nadine Visser, holenderska lekkoatletka, wieloboistka i płotkarka
- 1996:
  - Jimmy Bennett, amerykański aktor
  - Kelli Berglund, amerykańska aktorka, tancerka
  - Sebastián Driussi, argentyński piłkarz
  - Donovan Jackson, amerykański koszykarz
  - Darcy Sharpe, kanadyjski snowboardzista
- 1997:
  - Walendini Gramatikopulu, grecka tenisistka
  - Bella Poarch, filipińsko-amerykańska osobowość internetowa, piosenkarka
- 1998 – Cem Bölükbaşı, turecki kierowca wyścigowy
- 1999:
  - Dexter Dennis, amerykański koszykarz
  - Jonas Iversby Hvideberg, norweski kolarz szosowy
  - Henny Ella Reistad, norweska piłkarka ręczna
  - Mina Zdrawkowa, bułgarska łyżwiarka figurowa
- 2000:
  - Maximilian Bauer, niemiecki piłkarz
  - Klaudia Jedlińska, polska piłkarka
  - Filip Majchrowicz, polski piłkarz, bramkarz
  - Yannick Marchand, szwajcarski piłkarz
  - Juninho Mathiot, seszelski piłkarz
  - Ian Poveda, angielski piłkarz pochodzenia kolumbijskiego
- 2001 – Aslamdżon Azizow, tadżycki zapaśnik
- 2002:
  - Lucien Agoumé, francuski piłkarz pochodzenia kameruńskiego
  - Jalen Green, amerykański koszykarz
  - Luca Langoni, argentyński piłkarz
  - Regan Smith, amerykańska pływaczka
- 2004:
  - Antoni Kowalski, polski snookerzysta
  - Rubén Lezcano, paragwajski piłkarz
- 2005 – Gerónimo Heredia, argentyński piłkarz
- 2006:
  - Luis Guilherme, brazylijski piłkarz
  - Santiago López, argentyński piłkarz

## Zmarli
- 1011 – Bernard I Billung, książę Saksonii (ur. ?)
- 1138 – Buzurgumid, przywódca sekty Asasynów (ur. ?)
- 1199 – Yoritomo Minamoto, japoński siogun (ur. 1147)
- 1251 – Mateusz II, książę Górnej Lotaryngii (ur. ok. 1193)
- 1253 – Bogufał II, polski duchowny katolicki, biskup poznański (ur. ?)
- 1360 – Maciej Borkowic, polski szlachcic, wojewoda i starosta poznański, przywódca konfederacji wielkopolskiej (ur. 1298)
- 1450 – Agnès Sorel, francuska metresa króla Karola VII (ur. ok. 1422)
- 1464 – Bernard II, książę Lüneburga, biskup Hildesheim (ur. 1432)
- 1503 – Jan II z Badenii, arcybiskup Trewiru i książę-elektor Rzeszy (ur. 1434)
- 1588 – Alvaro de Bazan, hiszpański markiz, admirał (ur. 1526)
- 1600:
  - Jan Fryderyk, książę wołogoski i szczeciński (ur. 1542)
  - Anna Maria Wazówna, polska królewna (ur. 1593)
- 1612 – Wincenty I Gonzaga, książę Mantui i Montferratu (ur. 1562)
- 1619 – Lucilio Vanini, włoski filozof, teolog (ur. 1585)
- 1639 – Umile da Petralia, włoski franciszkanin, rzeźbiarz sakralny (ur. 1600)
- 1640 – Murad IV, sułtan Imperium Osmańskiego (ur. 1610–1612)
- 1645 – Muzio Vitelleschi, włoski jezuita, generał zakonu (ur. 1563)
- 1646 – Jan Rudomina-Dusiacki, polski szlachcic, rotmistrz husarski, polityk (ur. 1581)
- 1670 – Fryderyk III Oldenburg, król Danii i Norwegii (ur. 1609)
- 1675:
  - Ambrosius Brueghel, flamandzki malarz (ur. 1617)
  - Gerard Dou, holenderski malarz (ur. 1613)
- 1685 – Zygmunt Działyński, polski szlachcic, polityk (ur. 1618)
- 1704 – Mikołaj Wiktoryn Grudziński, polski szlachcic, polityk (ur. ok. 1636)
- 1709 – Franciszek Ludwik de Burbon, książę Conti (ur. 1664)
- 1726 – Johann Friedrich Karcher, niemiecki architekt, budowniczy, projektant krajobrazu (ur. 1650)
- 1751 – Henri-François d’Aguesseau, francuski polityk (ur. 1668)
- 1759 – Ludwika Henrietta Burbon, księżniczka Conti i Étampes, księżna Chartres i Orleanu (ur. 1726)
- 1781 – Adolf Kamieński, polski pijar, pedagog, tłumacz (ur. 1737)
- 1788 – Jakub Abbondo, włoski duchowny katolicki, błogosławiony (ur. 1720)
- 1795 – William Carmichael, amerykański dyplomata (ur. ok. 1739)
- 1796 – Franciszek Ścibor-Bogusławski, polski szlachcic, rotmistrz (ur. 1713)
- 1798 – Antoine de Favray, francuski malarz (ur. 1706)
- 1803 – Jean-François de Saint-Lambert, francuski prozaik, poeta, filozof, moralista (ur. 1716)
- 1811 – Nevil Maskelyne, brytyjski astronom (ur. 1732)
- 1817 – Franz Tausch, niemiecki kompozytor, klarnecista (ur. 1762)
- 1818 – John Milledge, amerykański prawnik, polityk (ur. 1757)
- 1824 – Anna Katarzyna Emmerich, niemiecka zakonnica, błogosławiona (ur. 1774)
- 1832 – Christian von Haugwitz, pruski polityk, dyplomata (ur. 1752)
- 1833 – Baldvin Einarsson, islandzki prawnik, pisarz, polityk (ur. 1801)
- 1841 – Piotr Aigner, polski architekt (ur. 1756)
- 1857: 
  - Johann Georg Hiedler, austriacki młynarz, dziadek Adolfa Hitlera (ur. 1792)
  - Dionisios Solomos, grecki poeta (ur. 1798)
- 1865 – Julius Muhr, niemiecki malarz (ur. 1819)
- 1867 – Filippo De Filippi, włoski lekarz, zoolog, podróżnik (ur. 1814)
- 1869 – Cezary Plater, polski działacz niepodległościowy i emigracyjny, uczestnik powstania listopadowego (ur. 1810)
- 1873:
  - Antoni Czajkowski, polski prawnik, poeta, tłumacz (ur. 1816)
  - Karolina Augusta Wittelsbach, księżniczka bawarska, cesarzowa Austrii (ur. 1792)
- 1874:
  - Aleksander Ken, polski fotograf (ur. ?)
  - Jules Michelet, francuski filozof, historyk, pisarz (ur. 1798)
- 1875 – Jegor Timkowski, rosyjski dyplomata, podróżnik pochodzenia polskiego (ur. 1790)
- 1881 – Fiodor Dostojewski, rosyjski pisarz, myśliciel (ur. 1821)
- 1883 – Joachim Leopold Haupt, niemiecki pastor ewangelicki, publicysta, etnograf, serbołużycki działacz narodowy (ur. 1797)
- 1886 – Winfield Hancock, amerykański generał, polityk (ur. 1824)
- 1887 – Oswald Bartmański, polski ziemianin, polityk (ur. 1826)
- 1891 – Johan Barthold Jongkind, holenderski malarz, grafik (ur. 1819)
- 1892 – Karol Kucz, polski dziennikarz, komediopisarz, urzędnik, wydawca prasowy (ur. 1815)
- 1894 – Maxime Du Camp, francuski pisarz, fotograf (ur. 1822)
- 1896 – Richard Hodges, amerykański chirurg (ur. 1827)
- 1897:
  - George Price Boyce, brytyjski malarz (ur. 1826)
  - Józef Dydyński, polski duchowny katolicki, archeolog, pisarz (ur. 1819)
  - Luis de Madrazo, hiszpański malarz, krytyk sztuki (ur. 1825)
- 1899:
  - Franciszek Chocieszyński, polski księgarz, drukarz, wydawca, dziennikarz (ur. 1848)
  - James M. Humphrey, amerykański polityk (ur. 1819)
- 1900 – Jan Alfons Lippoman, polski rolnik, redaktor (ur. 1834)
- 1901:
  - Louis-Nicolas Ménard, francuski filozof, prozaik, poeta, wynalazca (ur. 1822)
  - Emil Torosiewicz, polski ziemianin, polityk (ur. ?)
- 1905 – Adolph Menzel, niemiecki malarz, grafik, pedagog (ur. 1815)
- 1906 – Paul Laurence Dunbar, amerykański poeta, prozaik (ur. 1872)
- 1910 – Michał Febres Cordero y Muñoz, ekwadorski zakonnik, święty (ur. 1854)
- 1914 – Jan Władysław Dawid, polski pedagog, psycholog (ur. 1859)
- 1915 – Jan Bis, polski rolnik, samorządowiec, burmistrz Niska (ur. 1861)
- 1917:
  - Károly Hornig, węgierski duchowny katolicki, biskup Veszprému, kardynał (ur. 1840)
  - Aurel Popovici, rumuński prawnik, polityk (ur. 1863)
- 1918:
  - Franciszek Dubiel, polski porucznik piechoty, inżynier (ur. 1893)
  - Włodzimierz Józef Mężyński, polski major (ur. 1889)
- 1920 – Felix Henry, niemiecki architekt (ur. 1857)
- 1921 – Jan Kříženecký, czeski pionier kina (ur. 1868)
- 1922 – Bonawentura Graszyński, polski filolog klasyczny, grecysta (ur. 1859)
- 1923 – Michał Janeczko, polski leśnik (ur. 1858)
- 1926 – Milton George Urner, amerykański polityk (ur. 1839)
- 1927 – Charles Walcott, amerykański paleontolog, geolog (ur. 1850)
- 1928 – Ludwik Magańa Servín, meksykański męczennik, błogosławiony (ur. 1902)
- 1929 – Walter Gramatté, niemiecki malarz, rysownik, grafik (ur. 1897)
- 1930:
  - Augustinus Bludau, niemiecki duchowny katolicki, biskup warmiński, biblista (ur. 1862)
  - Alice Williams Brotherton, amerykańska poetka (ur. 1848)
  - Richard With, norweski kapitan, przedsiębiorca, polityk (ur. 1846)
- 1933 – Andreas Frühwirth, austriacki kardynał (ur. 1845)
- 1934:
  - Douglas William Freshfield, brytyjski prawnik, geograf, alpinista, podróżnik, pisarz (ur. 1845)
  - Claudio Wílliman, urugwajski adwokat, fizyk, polityk, prezydent Urugwaju (ur. 1861)
- 1935 – Randolph Lycett, australijski tenisista (ur. 1886)
- 1938:
  - Qəzənfər Musabəyov, azerski i radziecki polityk (ur. 1888)
  - Axel Paulsen, norweski łyżwiarz figurowy i szybki (ur. 1855)
  - Ignacy (Sadkowski), rosyjski biskup i święty prawosławny (ur. 1887)
- 1939 – Jerzy Buzek, polski profesor metalurgii i odlewnictwa (ur. 1874)
- 1940:
  - Władysław Galimski, polski malarz (ur. 1860)
  - Antoni Maria Emilian Hoborski, polski matematyk, wykładowca akademicki (ur. 1834)
  - Edward Natanson, polski przemysłowiec, bankier pochodzenia żydowskiego (ur. 1861)
- 1941:
  - Reed Smoot, amerykański polityk (ur. 1862)
  - Euan Wallace, brytyjski polityk (ur. 1892)
- 1943:
  - Stefan Plater-Zyberk, polski fotografik, malarz (ur. 1891)
  - Lubow Szewcowa, radziecka radiotelegrafistka, partyzantka (ur. 1924)
- 1944:
  - Stanisław Bukowiecki, polski adwokat, ekonomista, publicysta, polityk, minister sprawiedliwości (ur. 1867)
  - Arkadiusz Degler, polski podporucznik AL (ur. 1920)
- 1945:
  - Karl Mayr, niemiecki major (ur. 1883)
  - Haakon Sæthre, norweski neurolog, psychiatra (ur. 1891)
  - Władysław Świtalski, polski duchowny katolicki, teolog, filozof, Sługa Boży (ur. 1875)
- 1946:
  - Józefa Hałacińska, polska zakonnica, Służebnica Boża (ur. 1867)
  - Valter Jung, fiński architekt, designer wnętrz, rysownik (ur. 1879)
- 1948 – Adolf Lampe, niemiecki ekonomista, wykładowca akademicki (ur. 1897)
- 1949 – Poul Schierbeck, duński kompozytor, organista, pedagog (ur. 1888)
- 1950:
  - Stanisław Baranowski, polski prawnik, prokurator, sędzia, notariusz, działacz społeczny, filantrop (ur. 1876)
  - Wasilij Kwaczantiradze, radziecki snajper (ur. 1907)
  - Adolf Szelążek, polski duchowny katolicki, biskup pomocniczy płocki, biskup łucki (ur. 1865)
- 1951:
  - Neville Bulwer-Lytton, brytyjski arystokrata, zawodnik jeu de paume (ur. 1879)
  - Jan Leonowicz, polski chorąży, uczestnik podziemia antykomunistycznego (ur. 1912)
- 1955:
  - Eddie Hearne, amerykański kierowca wyścigowy (ur. 1887)
  - Zhang Lan, chiński polityk (ur. 1872)
- 1956:
  - Leopold z Alpandeire, hiszpański kapucyn, błogosławiony (ur. 1864)
  - Léon Huybrechts, belgijski żeglarz sportowy (ur. 1876)
- 1957 – Miklós Horthy, węgierski admirał, polityk, regent Węgier (ur. 1868)
- 1958 – Stefania Feill, polska malarka (ur. 1889)
- 1959:
  - Stefan Dąb-Biernacki, polski generał dywizji (ur. 1890)
  - Tadeusz Heyne, polski kierowca rajdowy, konstruktor lotniczy (ur. 1883)
  - Karl Mauss, niemiecki generał wojsk pancernych (ur. 1898)
- 1960:
  - Aleksandr Benois, rosyjski malarz, ilustrator, scenograf pochodzenia francuskiego (ur. 1870)
  - Ernst von Dohnányi, węgierski pianista, kompozytor (ur. 1877)
- 1961:
  - Niels Nielsen, norweski żeglarz sportowy (ur. 1883)
  - Louis Quempe, francuski gimnastyk (ur. 1883)
  - Millard Evelyn Tydings, amerykański polityk (ur. 1890)
- 1962 – Józef Kaniak, polski malarz (ur. 1883)
- 1963:
  - Abd al-Karim Kasim, iracki generał, polityk, premier Iraku (ur. 1914)
  - Sawa Botew, bułgarski encyklopedysta, agronom (ur. 1883)
- 1964:
  - Józef Kwiatek, polski socjolog, wykładowca akademicki (ur. 1911)
  - Eberhard Vogdt, estoński żeglarz sportowy (ur. 1902)
- 1966 – Sophie Tucker, amerykańska aktorka, piosenkarka pochodzenia rosyjsko-żydowskiego (ur. 1884)
- 1967 – Giorgio Bianchi, włoski reżyser filmowy (ur. 1904)
- 1969:
  - Gabby Hayes, amerykański aktor (ur. 1885)
  - Cameron Hewley, amerykański pisarz (ur. 1905)
- 1970 – Janusz Maciej Zalewski, polski teoretyk muzyki, pedagog (ur. 1925)
- 1972:
  - Wanda Brońska, polska dziennikarka, tłumaczka, pisarka (ur. 1911)
  - Ludvík Krejčí, czechosłowacki generał (ur. 1890)
  - Nikołaj Kryłow, radziecki dowódca wojskowy, marszałek ZSRR, polityk (ur. 1903)
- 1973 – Robert A. Green, amerykański polityk (ur. 1892)
- 1974:
  - Arnošt Kreuz, czeski pisarz pochodzenia niemieckiego (ur. 1912)
  - Federico Paez, ekwadorski inżynier, polityk, szef junty (ur. 1876)
- 1975:
  - Paul Bromme, niemiecki polityk (ur. 1906)
  - Edward Jennings, amerykański wioślarz (sternik) (ur. 1898)
- 1976:
  - Percy Faith, kanadyjsko-amerykański kompozytor, aranżer, dyrygent (ur. 1908)
  - Wiktor Niedosiekin, radziecki polityk (ur. 1908)
- 1977 – Siergiej Iljuszyn, radziecki konstruktor lotniczy (ur. 1894)
- 1978:
  - Costante Girardengo, włoski kolarz szosowy i torowy (ur. 1893)
  - Hans Stuck, niemiecko-austriacki kierowca wyścigowy (ur. 1900)
- 1979:
  - Dennis Gabor, brytyjski fizyk, wykładowca akademicki, laureat Nagrody Nobla pochodzenia węgiersko-żydowskiego (ur. 1900)
  - Jerzy Przygodzki, polski grafik, architekt wnętrz, plakacista (ur. 1920)
  - Allen Tate, amerykański poeta, prozaik, krytyk i teoretyk literatury (ur. 1899)
- 1980 – Nikołaj Psurcew, radziecki generał pułkownik wojsk łączności, polityk (ur. 1900)
- 1981 – Bill Haley, amerykański muzyk, piosenkarz (ur. 1925)
- 1982:
  - Iwan Banow, radziecki generał major (ur. 1916)
  - Marko Mesić, chorwacki pułkownik (ur. 1901)
- 1983:
  - Zinaida Brumberg, radziecka animatorka, reżyserka i scenarzystka filmów animowanych (ur. 1900)
  - Marian Danysz, polski fizyk, wykładowca akademicki (ur. 1909)
  - Julian Kubiak, polski działacz komunistyczny i związkowy, polityk, poseł na Sejm Ustawodawczy (ur. 1899)
- 1984 – Jurij Andropow, radziecki polityk, działacz komunistyczny, dyplomata, szef KGB, sekretarz generalny KPZR (ur. 1914)
- 1985 – Aleksiej Chworostuchin, radziecki polityk, dyplomata (ur. 1900)
- 1986:
  - Eleonora Kaminskaitė, litewska wioślarka (ur. 1951)
  - Tauno Kovanen, fiński zapaśnik (ur. 1917)
- 1987 – Ryszard Dyllus, polski duchowny katolicki, filozof, teolog, wykładowca akademicki (ur. 1937)
- 1988:
  - Israel Natan Herstein, amerykański matematyk, wykładowca akademicki pochodzenia żydowskiego (ur. 1923)
  - Rela Schmeidler, polska architekt pochodzenia żydowskiego (ur. 1905)
- 1989 – Osamu Tezuka, japoński rysownik, animator (ur. 1928)
- 1990:
  - Mieczysław Cena, polski profesor nauk weterynaryjnych (ur. 1908)
  - Jan Wojnowski, polski sztangista (ur. 1946)
- 1991:
  - James Cleveland, amerykański wokalista gospel, aranżer, kompozytor (ur. 1931)
  - Grzegorz Pasierb, polski poeta, dziennikarz, nauczyciel (ur. 1964)
  - Paulina Wat, polska pisarka, tłumaczka, wydawczyni pochodzenia żydowskiego (ur. 1903)
- 1992 – Andor Foldes, amerykański pianista pochodzenia węgierskiego (ur. 1913)
- 1993 – Zenon Brzewski, polski skrzypek, pedagog (ur. 1923)
- 1994 – Howard Martin Temin, amerykański genetyk, onkolog, wirusolog, laureat Nagrody Nobla (ur. 1934)
- 1996:
  - Sylwester Braun, polski fotoreporter (ur. 1909)
  - J. William Fulbright, amerykański prawnik, polityk (ur. 1905)
  - Adolf Galland, niemiecki pilot wojskowy, as myśliwski (ur. 1912)
- 1997 – Jack Owens, amerykański muzyk bluesowy (ur. 1904)
- 1998 – Maurice Schumann, francuski polityk (ur. 1911)
- 1999:
  - Aleksander Gieysztor, polski historyk, mediewista (ur. 1916)
  - Lotte Loebinger, niemiecka aktorka teatralna i filmowa (ur. 1905)[3]
  - Bryan Mosley, brytyjski aktor (ur. 1931)
  - Bogusław Sałata, polski biolog, botanik, wykładowca akademicki (ur. 1940)
- 2001:
  - Edmund Neustein, polski księgarz, wydawca pochodzenia żydowskiego (ur. 1917)
  - Herbert Simon, amerykański ekonomista, socjolog, informatyk, psycholog, wykładowca akademicki, laureat Nagrody Banku Szwecji im. Alfreda Nobla w dziedzinie ekonomii (ur. 1916)
  - Leon Śliwiński, polski malarz, kolekcjoner i konserwator dzieł sztuki (ur. 1916)
- 2002:
  - Olga Koszutska, polska aktorka (ur. 1930)
  - Małgorzata Windsor, brytyjska księżna (ur. 1930)
- 2003:
  - Jerzy Maj, polski farmakolog, wykładowca akademicki (ur. 1922)
  - Ken McKinlay, szkocki żużlowiec (ur. 1928)
  - Tadeusz Szczerba, polski działacz turystyczny, przewodnik tatrzański (ur. 1926)
- 2004:
  - Julio Baylón, peruwiański piłkarz (ur. 1950)
  - Jerzy Got, polski historyk teatru (ur. 1923)
  - Opilio Rossi, włoski kardynał (ur. 1910)
  - Claude Ryan, kanadyjski polityk (ur. 1925)
  - Kazimierz Sobczak, polski pułkownik, historyk wojskowości (ur. 1923)
  - Janusz Żurakowski, polski podpułkownik pilot (ur. 1914)
- 2005:
  - Sylvia Rafael, izraelska agentka Mosadu pochodzenia południowoafrykańskiego (ur. 1937)
  - Josef Rasselnberg, niemiecki piłkarz, trener (ur. 1912)
  - Ursula Schröder-Feinen, niemiecka śpiewaczka operowa (sopran) (ur. 1936)
  - Dariusz Świerczewski, polski koszykarz (ur. 1936)
- 2006:
  - Ibolya Csák, węgierska lekkoatletka, skoczkini wzwyż (ur. 1915)
  - Roger Marie Froment, francuski duchowny katolicki, biskup Tulle (ur. 1928)
  - Nadira, indyjska aktorka (ur. 1932)
  - Władysław Rosolak, polski szachista, kompozytor, sędzia i działacz szachowy (ur. 1936)
- 2007:
  - Emil Kiszka, polski lekkoatleta, sprinter (ur. 1926)
  - Ian Richardson, brytyjski aktor (ur. 1934)
- 2008:
  - Frans Brands, belgijski kolarz szosowy (ur. 1940)
  - Jan Płócienniczak, polski pułkownik MO, prezenter telewizyjny (ur. 1937)
  - Arseniusz Romanowicz, polski architekt (ur. 1910)
  - Guy Tchingoma, gaboński piłkarz (ur. 1986)
- 2009:
  - Eluana Englaro, włoska pacjentka (ur. 1970)
  - Kazimierz Grzybowski, polski żołnierz AK, uczestnik powstania warszawskiego (ur. 1918)
  - Franciszek Józef Lis, polski geolog (ur. 1934)
  - Maria Orwid, polska psychiatra (ur. 1930)
- 2010:
  - Chaskel Besser, polski rabin (ur. 1923)
  - Marek Bychawski, polski muzyk, kompozytor (ur. 1954)
  - Walter Frederick Morrison, amerykański wynalazca, pomysłodawca frisbee (ur. 1920)
- 2011:
  - Janusz Maciejewski, polski filolog, krytyk literacki (ur. 1930)
  - Andrzej Przybielski, polski trębacz jazzowy (ur. 1944)
- 2012:
  - Roman Gałan, polski dziennikarz (ur. 1947)
  - John Hick, brytyjski filozof religii, teolog, wykładowca akademicki (ur. 1922)
  - Kamil Kulczycki, polski reżyser i scenarzysts filmowy, instruktor harcerski (ur. 1987)
  - Barbara Marianowska, polska ekonomistka, polityk, poseł na Sejm RP (ur. 1947)
- 2013:
  - Mike Banks, brytyjski wspinacz (ur. 1922)
  - Leonardo Polo, hiszpański filozof, wykładowca akademicki (ur. 1926)
- 2014:
  - Gabriel Axel, duński aktor, scenarzysta, producent i reżyser filmowy (ur. 1918)
  - Ranjit Bhatia, indyjski lekkoatleta, długodystansowiec (ur. 1936)
  - Jan Świdziński, polski artysta współczesny, filozof, performer (ur. 1923)
- 2015:
  - Marian Eckert, polski historyk, wykładowca akademicki (ur. 1932)
  - Roman Frister, polski pisarz (ur. 1928)
  - Piotr Winczorek, polski prawnik, sędzia Trybunału Stanu (ur. 1943)
  - Krzysztof Zioła, polski hokeista (ur. 1972)
- 2016:
  - Sławomir Berdychowski, polski pułkownik, pierwszy dowódca Jednostki Wojskowej AGAT (ur. 1968)
  - Bożena Hager-Małecka, polska lekarka, polityk, poseł na Sejm PRL (ur. 1921)
  - Sushil Koirala, nepalski polityk, premier Nepalu (ur. 1939)
  - Władysława Nowak-Steffen, polska pielęgniarka, działaczka konspiracji antyhitlerowskiej (ur. 1917)
  - Jerzy Wawrzyniak, polski hodowca koni, działacz sportowy, prezes Polskiego Związku Jeździeckiego (ur. 1934)
- 2017 – Ireneusz Wilk, polski fizyk (ur. 1931)
- 2018:
  - Reg E. Cathey, amerykański aktor (ur. 1958)
  - John Gavin, amerykański aktor, polityk (ur. 1931)
  - István Hevesi, węgierski piłkarz wodny (ur. 1931)
  - Jóhann Jóhannsson, islandzki kompozytor muzyki filmowej (ur. 1969)
  - Liam Miller, irlandzki piłkarz (ur. 1981)
  - Henryk Niedźwiedzki, polski bokser (ur. 1933)
  - Bruno Rossetti, włoski strzelec sportowy (ur. 1960)
- 2019:
  - Cadet, brytyjski raper (ur. 1990)
  - Siamion Domasz, białoruski ekonomista, polityk (ur. 1950)
  - Shelley Lubben, amerykańska aktorka pornograficzna, działaczka społeczna (ur. 1968)
- 2020:
  - Marian Czochra, polski neurochirurg (ur. 1925)
  - Mirella Freni, włoska śpiewaczka operowa (sopran) (ur. 1935)
  - Zofia Grodecka, polska etnograf, muzealniczka (ur. 1926)
  - Paula Kelly, amerykańska aktorka, tancerka (ur. 1943)
  - Tadeusz Lipiec, polski harmonista, muzyk ludowy (ur. 1944)
  - Siergiej Słonimski, rosyjski kompozytor, pianista, muzykolog (ur. 1932)
- 2021:
  - Chick Corea, amerykański pianista jazzowy, kompozytor (ur. 1941)
  - Zbigniew Dworecki, polski historyk, wykładowca akademicki (ur. 1932)
  - Franco Marini, włoski związkowiec, polityk, minister pracy, przewodniczący Senatu, eurodeputowany (ur. 1933)
- 2022:
  - Antoni I, erytrejski duchowny, patriarcha Erytrejskiego Kościoła Ortodoksyjnego (ur. 1927)
  - Fabio Duque Jaramillo, kolumbijski duchowny katolicki, biskup Armenia i Garzón (ur. 1950)
  - Jerzy Kruppé, polski historyk, archeolog, wykładowca akademicki (ur. 1931)
  - Jan Magiera, polski kolarz szosowy i torowy (ur. 1938)
  - Ian McDonald, brytyjski muzyk, kompozytor, producent muzyczny, członek zespołów: King Crimson i Foreigner (ur. 1946)
  - Grażyna Michałowska, polska prawnik, politolog, wykładowczyni akademicka (ur. 1947)
  - Teresa Znamierowska, polska chemik, wykładowczyni akademicka (ur. 1937)
- 2023:
  - Marcos Alonso, hiszpański piłkarz, trener (ur. 1959)
  - Jean-Maurice Dehousse, belgijski prawnik, polityk, eurodeputowany (ur. 1936)
  - O Kŭk Ryŏl, północnokoreański generał, polityk (ur. 1930)
- 2024:
  - Robert Badinter, francuski prawnik, polityk, minister sprawiedliwości, prezes Rady Konstytucyjnej (ur. 1928)
  - Aleksander Fabisiak, polski aktor (ur. 1945)
  - Roland Grip, szwedzki piłkarz (ur. 1941)
  - Magdolna Komka, węgierska lekkoatletka, skoczkini wzwyż (ur. 1949)
  - Winfried Lipscher, niemiecki teolog, tłumacz, działacz na rzecz polsko-niemieckiego pojednania (ur. 1938)
  - Antonio Rački, chorwacki biegacz narciarski (ur. 1973)
  - Damo Suzuki, japoński wokalista, członek zespołu Can (ur. 1950)
- 2025:
  - Beverly Byron, amerykańska polityk (ur. 1932)
  - Miika Elomo, fiński hokeista, trener (ur. 1977)
  - Edith Mathis, szwajcarska śpiewaczka operowa (sopran) (ur. 1938)
  - Tom Robbins, amerykański pisarz (ur. 1932)
  - Ryszard Stanibuła, polski weterynarz, polityk, poseł na Sejm RP (ur. 1950)